# 9662 Frankhubbard
9662 Frankhubbard (1996 GS) là một tiểu hành tinh vành đai chính được phát hiện ngày 12 tháng 4 năm 1996 bởi P. G. Comba ở Prescott.